# Magdalena de Passe

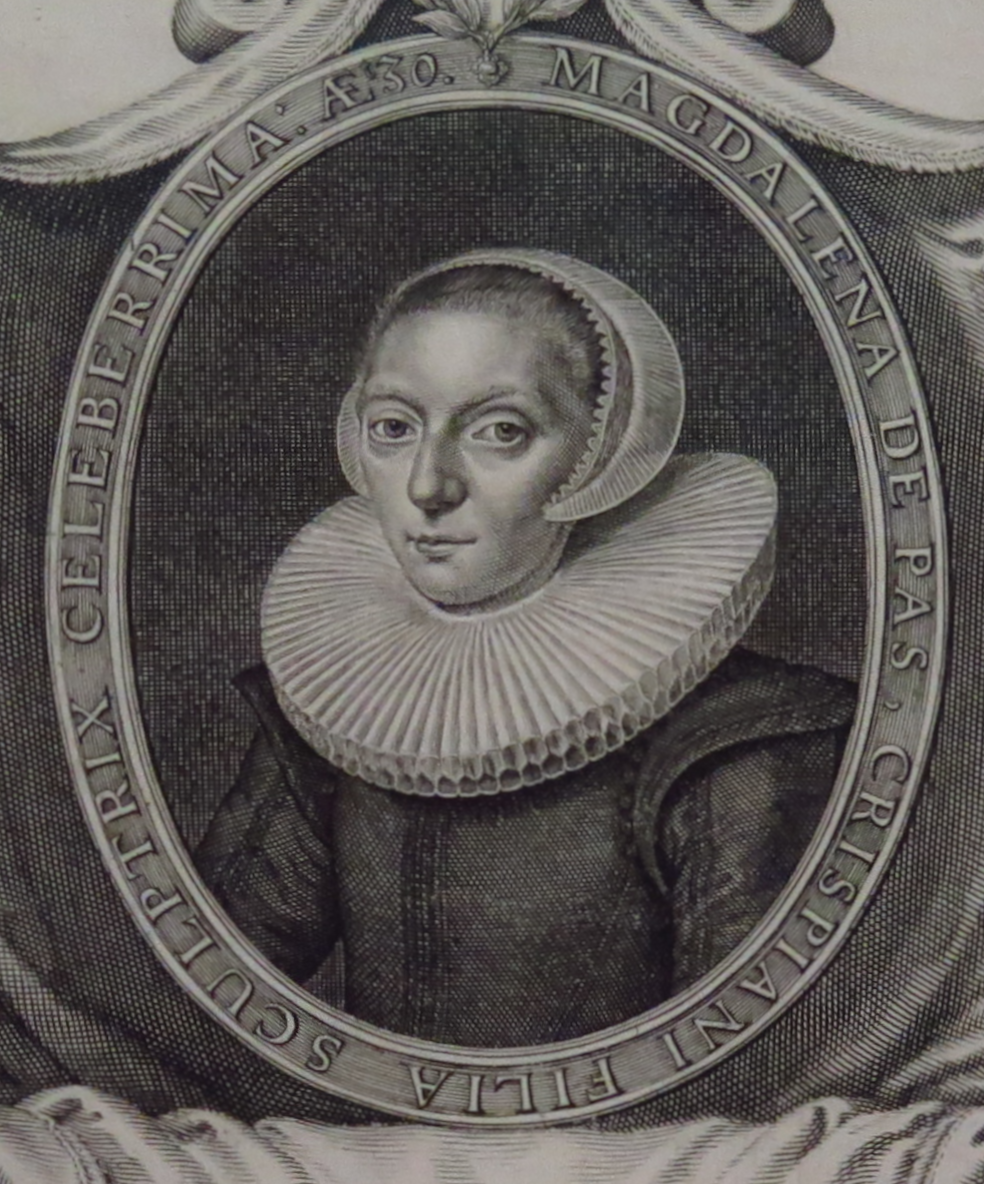
Simon de Passe: Porträt der Magdalena de Passe, 1630 (Ausschnitt)

Magdalena de Passe auch: de Pas; Van de Passe, Magdalene (* 1600 in Köln; † 1638 in Utrecht) war eine Kupferstecherin.

## Leben und Wirken

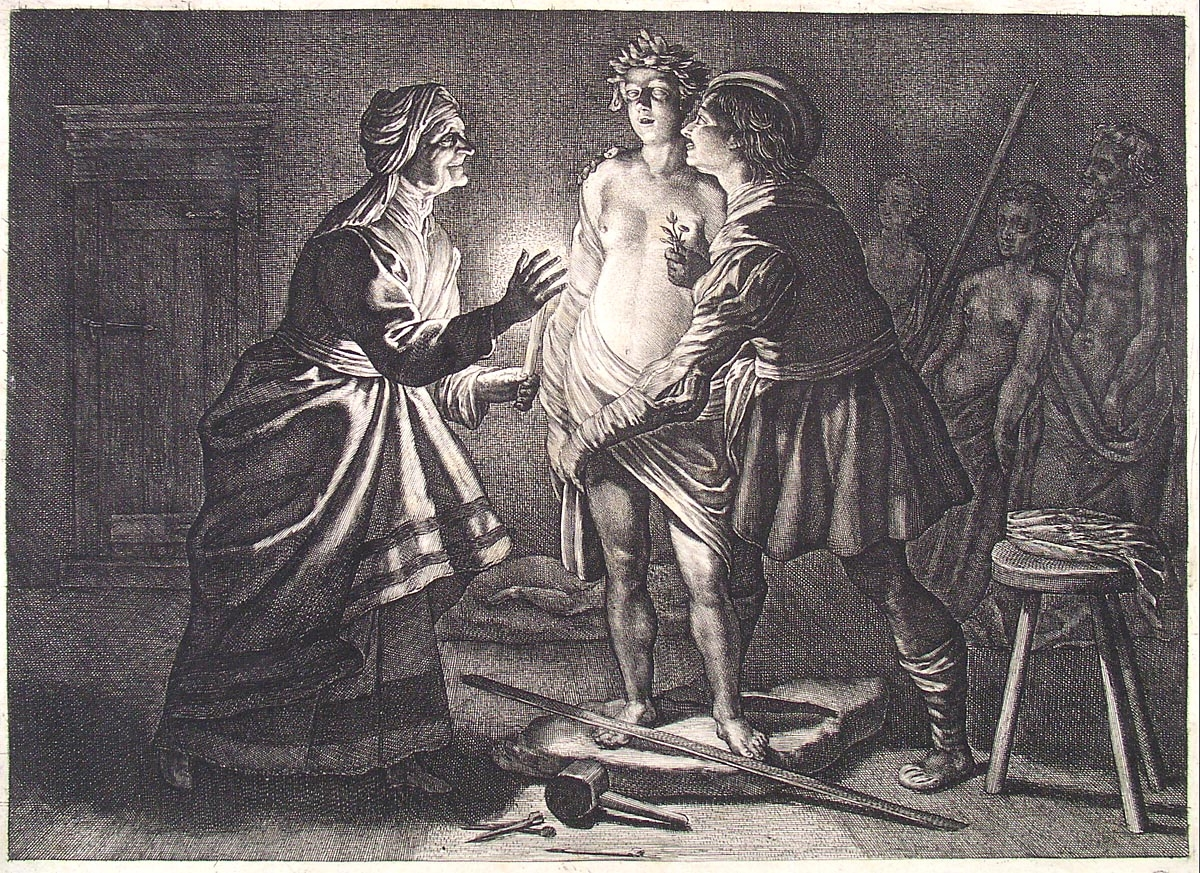
„Pygmalion“; Kupferstich im Prentenkabinet Museum Boijmans Van Beuningen

Magdalena de Passe war die Tochter von Crispin de Passe dem Älteren, der sie auch ausbildete sowie Schwester von Crispin dem Jüngeren, Simon und Willem de Passe. Im Jahr 1617 stach sie einige Platten mit den Darstellungen von Sibyllen. Laut Franken nahm sie sich die Stichmanier des Grafen Goudt zum Vorbild, der zu jener Zeit in Utrecht weilte. Sie spezialisierte sich auf Landschaften und war bis zu ihrer Heirat im Jahr 1634 mit dem Künstler Frederick van Bevervoorden († 1636) als Kupferstecherin tätig. Während ihrer Witwenschaft wohnte ihr Vater bei ihr.

## Werke (Auswahl)
- 1618 und 1620 Heroologia von Holland. Für dieses Buch gravierte sie mit ihrem Bruder die Platten der Illustration.